# Frédéric Krantz
Frédéric Krantz (né le 13 septembre 1978 à Bordeaux) est un athlète français spécialiste du 100 mètres et du 200 mètres.

## Carrière d'athlète
Aux Championnats d'Europe d'athlétisme 1998, il a remporté la médaille d'argent du relais 4 × 100 mètres avec pour partenaires de relais Thierry Lubin, Christophe Cheval et Needy Guims. Comme l'équipe de Grande-Bretagne championne d'Europe présentait sa propre équipe de Coupe du monde, le relais français a été sélectionné pour représenter l'Europe à la Coupe du monde des nations d'athlétisme 1998, finissant sixième pendant que le Royaume-Uni remportait l'événement.
Krantz a terminé cinquième du Relais 4 × 100 mètres aux Jeux olympiques d'été de 2000, cette fois avec pour partenaires Cheval, Guims et David Patros. Il a aussi participé au relais olympique 2004 et a atteint les quarts de finale du 200 m aux Championnats du monde d'athlétisme 2001 à Edmonton au Canada.
Son record personnel sur 200 mètres est de 20 s 49, réalisé aux Championnats de France d'athlétisme 2001 à Saint-Étienne. Il a réalisé son meilleur temps sur 100 mètres lors des mêmes championnats avec 10 s 17.

## Palmarès
| Date | Compétition                  | Lieu          | Résultat | Discipline      | Performance |
| ---- | ---------------------------- | ------------- | -------- | --------------- | ----------- |
| 1997 | Championnats d'Europe junior | Ljubljana     | 3e       | 100 m           | 10 s 35     |
| 1997 | Championnats d'Europe junior | Ljubljana     | 2e       | Relais 4 × 100m | 39 s 89     |
| 1998 | Championnats d'Europe        | Budapest      | 2e       | Relais 4 × 100m | 38 s 87     |
| 2001 | Championnats de France       | Saint-Étienne | 1er      | 100 m           | 10 s 17     |
| 2001 | Championnats de France       | Saint-Étienne | 1er      | 200 m           | 20 s 49     |